# Marcel Ichac
Marcel Ichac (1906 - 1994) was een Frans alpinist en filmregisseur.
Hij verwierf met name bekendheid door zijn deelname aan de Franse Annapurna-expeditie van 1950 met onder anderen Jean Couzy, Lionel Terray, Gaston Rébuffat, Jacques Oudot, Marcel Schatz, Francis de Noyelle en Louis Lachenal, waarbij Maurice Herzog de top haalde. Annapurna was de eerste berg boven de 8000 meter die werd beklommen.